# Гринёва, Нина Ивановна
Гринёва Нина Ивановна (27 декабря 1927 года, Москва — 10 августа 2018 года, там же) — советский и российский учёный в области молекулярной биологии и биоорганической химии, доктор химических наук, профессор. Исследователь в области методов лечения онкологических заболеваний системы крови, основанных на направленной инактивации онкогенов с помощью алкилирующих производных олигонуклеотидов. Лауреат Ленинской премии (1990) совместно с проф. Д. Г. Кнорре.

## Биография
Родилась 27 декабря 1927 года в семье военных врачей.
В 1945 году поступила в Московский химико-технологический институт им. Д. И. Менделеева, по окончании которого с 1949 по 1962 год работала в Научно-исследовательском институте органических полупродуктов и красителей, при котором окончила аспирантуру и защитила кандидатскую диссертацию.
В 1962 году переехала в Новосибирский Академгородок и до 1975 работала под руководством академика Д. Г. Кнорре в лаборатории химии нуклеиновых кислот Новосибирского института органической химии СО АН СССР.
В 1967 году в журнале Tetrahedron Lett совместно с А. М. Беликовой и В. Ф. Зарытовой опубликовала пионерскую работу, в которой была сформулирована и практически доказана возможность применения принципа комплементарного взаимодействия нуклеиновых кислот для направленной модификации ДНК PMID 6073336. В данной работе было предложено для направленного воздействия на гены использовать комплементарные им олигонуклеотиды, несущие химически активные радикалы. В 1978 году П. Замечник (США) показал, что синтетический олигонуклеотид, комплементарный определённому участку вирусной РНК, подавляет развитие вируса в живых клетках, эти работы считают основой антисмысловых технологий.
В 1975 году приглашена на работу в Москву в Гематологический научный центр. В 1978 году организовала лабораторию генной инженерии в НМИЦ гематологии, которую возглавляла до 2004 года.

## Награды
- Лауреат Ленинской премии совместно с Д. Г. Кнорре, Р. И. Салгаником, З. А. Шабаровой (1990)[5]